# Lechino
Los lechinos son unos burujoncillos de estopa o de hilas que se enrollan entre las dos manos para ponerlos lisos e iguales y darles alguna firmeza. La figura normalmente es oblonga y su volumen proporcionado a su uso. Servían para llenar la cavidad de las heridas o úlceras profundas, para absorber las materias purulentas cuando se trata de sujetar los medicamentos en que se empapan y para que compriman los vasos sanguíneos cuando es necesario.
Aunque los lechinos deben estar firmes, no se requiere que sean muy duros y, si se prevé que costará trabajo sacarlos de la herida o llaga, será preciso tener la precaución de atarlos con un hilo, en cuyo caso se llaman lechinos atados. En las llagas que presentan cavidades considerables, es mejor poner muchos lechinos pequeños que uno solo grande, pero es esencial no colocar tantos que la compresión resultante sea muy fuerte.